# Smodingium argutum
Smodingium  es un género monotípico de plantas fanerógamas  perteneciente a la familia de las anacardiáceas. Su única especie: Smodingium argutum, es originaria de Sudáfrica.

## Descripción
Es un árbol perenne que alcanza un tamaño de 1.5 a 7.5 m de altura. Se encuentra a una altitud de 365 - 1830 metros en Sudáfrica. 

## Taxonomía
Smodingium argutum fue descrita por E.Mey. ex Sond. y publicado en Fl. Cap. 1: 523 1860.